# 全日本宗教用具協同組合
全日本宗教用具協同組合（ぜんにほん しゅうきょうようぐ きょうどうくみあい、略称・全宗協）とは、中小企業等協同組合法に基づく経済産業省認可の法人組織で、宗教用具業界における唯一の全国的組織の協同組合である。仏壇、法衣、数珠、線香、神棚、神具等の各種宗教用具を扱う業者332名が加盟する（2019年5月現在）。理事長は池田典明（株式会社池田大仏堂 代表取締役社長）。
全日本宗教用具協同組合（以降、全宗協とする）は、経営の近代化を推進し、相互扶助の精神に基づき協同事業を行なうなど、会員企業の経済的地位の向上を図ることを目的とする。

## 沿革
- 1939年（昭和14年）- 日本神仏具統制協会
- 1943年（昭和18年）- (社)日本神仏具統制協会
- 1944年（昭和19年）- 全国神仏具統制組合
- 1947年（昭和22年）- 全国宗教用具商業協同組合
- 1948年（昭和23年）- 宗教用具商工会
- 1949年（昭和24年）- 中小企業等協同組合法施行

## 仏事コーディネーター
仏教と仏壇仏具、また、それらを取り巻く「仏事」に関する豊富な知識を持った実務経験者を講習と試験により審査し、証明するものとして、仏事コーディネーター資格審査協会が認定する資格制度。平成16年に第一回検定試験が行われた。仏事コーディネーター資格審査協会は全宗協が後援しており、現在は全宗協の組合員とその従業者であることをその受験資格としている。

## 仏壇の日
白鳳14年（西暦685年）3月27日、天武天皇が「諸國家毎に佛舎（ほとけのみや）を作り、即ち佛像と経とを置きて礼拝供養せよ」との詔を出した。それにちなみ全宗協では毎月27日を「仏壇の日」に制定している。